# North Vandergrift
North Vandergrift es un lugar designado por el censo ubicado en el condado de Armstrong en el estado estadounidense de Pensilvania. En el Censo de 2010 tenía una población de 447 habitantes y una densidad poblacional de 431,29 personas por km².

## Geografía
North Vandergrift se encuentra ubicado en las coordenadas 40°36′35″N 79°33′6″O / 40.60972, -79.55167. Según la Oficina del Censo de los Estados Unidos, North Vandergrift tiene una superficie total de 1.67 km², de la cual 1.57 km² corresponden a tierra firme y (5.9%) 0.1 km² es agua.

## Demografía
Según el censo de 2010, había 447 personas residiendo en North Vandergrift. La densidad de población era de 431,29 hab./km². De los 447 habitantes, North Vandergrift estaba compuesto por el 88.59% blancos, el 8.5% eran afroamericanos, el 0% eran amerindios, el 0% eran asiáticos, el 0% eran isleños del Pacífico, el 0.67% eran de otras razas y el 2.24% pertenecían a dos o más razas. Del total de la población el 0.45% eran hispanos o latinos de cualquier raza.